# أزيد الفضة
 أزيد الفضة مركب كيميائي له الصيغة AgN3، ويكون على شكل بلورات عديمة اللون. وهي مادة شديدة الانفجار لذا يجب عدم تخزينها في المختبرات.

## الخواص
أظهرت الدراسات البلورية باستخدام الأشعة السينية أن AgN3 عبارة عن بوليمير (متماثر) تساندي، له بنية مربعة مستوية، حيث يحيط بأيون الفضة المركزي Ag+ أربع ربيطات من الأزيد. وبالمقابل فإن كل مجموعة من ربيطات الأزيد تكون مرتبطة بزوج من مراكز Ag+. تتألف البنية من طبقات ثنائية البعد من AgN3 مرتبة فوق بعضها البعض، تكون متصلة فيما بينها بروابط Ag-N الضعيفة.
من وجهة نظر أخرى يمكن وصف تساند مركز الفضة Ag+ في المركب على أنه تساند من النمط 4 + 2 ثماني الوجوه المشوه بشكل كبير، ويكون فيه ذرتا النيتروجين الأبعد جزءاً من الطبقات الأعلى والأسفل 
|                     |                               |                                  |                                          |
| جزء من إحدى الطبقات | ترتيب الطبقات فوق بعضها البعض | التساند من النمط 4 + 2 للفضة Ag+ | التساند من النمط 2 + 1 للنيتروجين في N3− |

## التحضير
يحضر أزيد الفضة من تفاعل أزيد الصوديوم مع نترات الفضة حسب المعادلة:
AgNO3(aq) + NaN3(aq) → AgN3(s) + NaNO3(aq) 

## الاستخدامات
يستخدم أزيد الفضة في مجال المتفجرات.

## السلامة
يجب اتخاذ الحذر عند التعامل مع هذه المادة لقابليتها للانفجار.